# Анса Іконен
Аілі Анса Інкері Іконен (фін. Aili Ansa Inkeri Ikonen, 19 грудня 1913, Санкт-Петербург — 23 травня 1989, Гельсінкі) — фінська актриса театру та кіно. Переважно знімалась в комедіях, драмах та мюзиклах. Часто працювала в парі з актором Тауно Пало. Була однією з найпопулярніших актрис свого часу (1935—1961). Перша актриса, яка стала лауреатом фінської національної кінопремії «Юссі» у номінації «За найкращу жіночу роль» (1944). Власниця нагороди Pro Finlandia (1964).

## Біографія
Анса Іконен народилася 19 грудня 1913 року у Санкт-Петербурзі у фінській сім'ї. Вона була єдиною дитиною у сім'ї; дві молодші сестри померли від пневмонії. Після закінчення громадянської війни вона разом із сім'єю переїхала до Фінляндії. Батько помер, коли Ансі було 11 років.
Навчалася в ліцеї, але не змогла його закінчити через складне фінансове становище родини. Пізніше навчалася в консерваторії на вчителя співу і закінчила її в 1933 році.
Працювати за фахом Іконен не стала, а вирішила зробити кар'єру кіноактриси. Вона зіграла кілька другорядних ролей, після чого її помітив режисер Валентин Ваала, і запросив виконати головну жіночу роль у фільмі «Всі когось люблять» («Kaikki rakastavat», 1935). Головну чоловічу роль у цьому фільмі виконав Тауно Пало. Наступного року Іконен та Пало зіграли разом у ще одній романтичній комедії. Обидва фільми здобули успіх, завдяки чому Анса Іконен стала зіркою. Протягом багатьох років вона була однією з найвідоміших кіноакторок у Фінляндії.
Іконен та Пало зіграли разом у 12 фільмах, більшість із яких — романтичні комедії. І хоча вони не перебували у відносинах у реальному житті, глядачі запам'ятали їх як золоту пару фінського кіно.
В 1944 році Іконен отримала премію «Юссі» за роль у фільмі «Vaivaisukon morsian». У тому ж році як режисер зняла романтичну комедію «Nainen on Valttia».
Паралельно з кінематографічною кар'єрою Іконен також грала у Фінському національному театрі. Там вона пропрацювала 44 роки, аж до виходу на пенсію у 1979 році. Вона грала у класичних п'єсах фінських та зарубіжних авторів, зіграла в 16 п'єсах Шекспіра, 6 п'єсах Мольєра та виконала роль Нори в Ляльковому домі Генріка Ібсена.
Іконен була талановитою комедійною та характерною актрисою. Сценаристи іноді писали ролі спеціально для неї. Хоча вона й не мала спеціальної акторської освіти, проте швидко освоїла тонкощі цієї професії. Так, в 1949 році Іконен отримала стипендію і пройшла навчання в театральній школі Олд Вікс в Лондоні.
Анса Іконен померла 23 травня 1989 року в будинку для літніх акторів у Гельсінкі, район Мунккіінемі. Похована на цвинтарі Малмі поряд зі своєю бабусею.

## Особисте життя
У 1939 році Іконен вийшла заміж за актора Ялмарі Рінне. У пари народилися дві дочки Катріїна Рінне і Мар'ятта Рінне, які згодом також стали актрисами. Оскільки чоловік був на 20 років старший за Іконен, у п'єсах, де вони працювали разом, вона часто виконувала роль його дочки.

## Фільмографія
| Кінофільми | Кінофільми                          | Кінофільми                                   |
| Рік        | Назва фільму                        | Роль                                         |
| ---------- | ----------------------------------- | -------------------------------------------- |
| 1934       | Minä ja ministeri                   | молода жінка в ресторані                     |
| 1934       | Meidän poikamme ilmassa — me maassa | жінка на церемонії нагородження              |
| 1935       | Syntipukki                          |                                              |
| 1935       | Kaikki rakastavat                   | Сіркка Марес                                 |
| 1936       | Vaimoke                             | Кірсті Лейво                                 |
| 1937       | Ja alla oli tulinen järvi           | Ар'я Луміа                                   |
| 1937       | Koskenlaskijan morsian              | Нуоттаніемен Ханна                           |
| 1937       | Kuin uni ja varjo                   | Іліталон Еліїна                              |
| 1937       | Kuriton sukupolvi                   | Мар'я                                        |
| 1938       | Rykmentin murheenkryyni             | Еллі Роутанен                                |
| 1938       | Olenko minä tullut haaremiin        | Гельві Гейнонен                              |
| 1939       | Jumalan tuomio                      | Гелена Талпіа                                |
| 1940       | SF-paraati                          | Анса Коскелі                                 |
| 1940       | Serenaadi sotatorvella              | Ойлі Мякіпало                                |
| 1940       | Runon kuningas ja muuttolintu       | Емілі Бьоркстен                              |
| 1940       | Oi, kallis Suomenmaa                | Анніккі                                      |
| 1941       | Täysosuma                           | Піркко Кіллінен, «Біргіт Гілленкранц»        |
| 1941       | Kulkurin valssi                     | Гелена                                       |
| 1942       | Uuteen elämään                      | Анніккі Ахо                                  |
| 1942       | Rantasuon raatajat                  | Тьойрюлян Майя                               |
| 1943       | Tyttö astuu elämään                 | Еллі Архо                                    |
| 1944       | Vaivaisukon morsian                 | Анна Крістіна Рінгарс                        |
| 1944       | Suomisen Olli rakastuu              | Тууліа Тяхтінен                              |
| 1944       | Nainen on valttia                   | Кірсті Кальпа                                |
| 1945       | Nokea ja kultaa                     | Сіркка                                       |
| 1947       | Pikku-Matti maailmalla              | Кертту Ківінен                               |
| 1947       | Pikajuna pohjoiseen                 | Майре Кюрьо                                  |
| 1948       | Laitakaupungin laulu                | Гельми Гейно                                 |
| 1949       | Jossain on railo                    | Марія Кареніус                               |
| 1950       | Professori Masa                     | редактор Естері Тервола                      |
| 1951       | Vihaan sinua — rakas                | Лена Карнала                                 |
| 1951       | Gabriel, tule takaisin              | Роза Паккала                                 |
| 1952       | Kulkurin tyttö                      | Олівія Меттер                                |
| 1953       | Tyttö kuunsillalta                  | доктор Лінда Варала, «Пепі»                  |
| 1955       | Rakas lurjus                        | Кайно Ітконен                                |
| 1955       | Isän vanha ja uusi                  | Армі Пеканпя                                 |
| 1956       | Ratkaisun päivät                    | медсестра Ліна Ауер                          |
| 1958       | Äidittömät                          | Сімона Вітіцкі / мадемуазель Кетрін Анаконда |
| 1961       | Miljoonavaillinki                   | пані Рюхтіля                                 |
| 1977       | Telefon                             | мати Далчинського                            |